# Jamal Musiala
Jamal Musiala (Estugarda, 26 de fevereiro de 2003) é um futebolista alemão com ascendência inglesa que atua como meia-atacante. Atualmente, joga pelo Bayern de Munique. É considerado um dos melhores jogadores jovens do futebol mundial.
Nascido na Alemanha, filho de pai britânico-nigeriano e mãe alemã, e criado principalmente na Inglaterra, possuindo dupla nacionalidade, Musiala representou a Inglaterra nas Seleções de base e, por fim, decidiu jogar pela Seleção Alemã, em fevereiro de 2021.

## Carreira

### Bayern de Munique

#### Base
Em julho de 2019, aos 16 anos, Musiala deixou o Chelsea para se juntar ao Bayern de Munique, clube da Bundesliga.

#### Profissional
Em 20 de junho de 2020, ele estreou na Bundesliga contra o Freiburg e se tornou o jogador mais jovem a disputar uma partida pelo Bayern no campeonato alemão, com 17 anos e 115 dias.

#### 2020–21
Em 18 de setembro de 2020, Musiala marcou seu primeiro gol na Bundesliga na vitória por 8 a 0 sobre o Schalke, tornando-se o artilheiro mais jovem do Bayern, com 17 anos e 205 dias, quebrando o recorde anterior de Roque Santa Cruz, com 18 anos e 12 dias. Em 3 de novembro, Musiala fez sua estreia na Liga dos Campeões como substituto de Thomas Müller na vitória por 6 a 2 fora de casa sobre o Red Bull Salzburg. Em 1 de dezembro, ele começou sua primeira partida da Liga dos Campeões em um empate fora de casa por 1 a 1 contra o Atlético de Madrid. Em 23 de fevereiro de 2021, Musiala marcou seu primeiro gol na Liga dos Campeões em uma vitória fora de casa por 4 a 1 sobre a Lazio na primeira mão das oitavas de final, tornando-se o artilheiro mais jovem da competição de nacionalidades inglesa e alemã. Em 5 de março, ele assinou seu primeiro contrato profissional no Bayern de Munique até 2026.

#### 2021–22

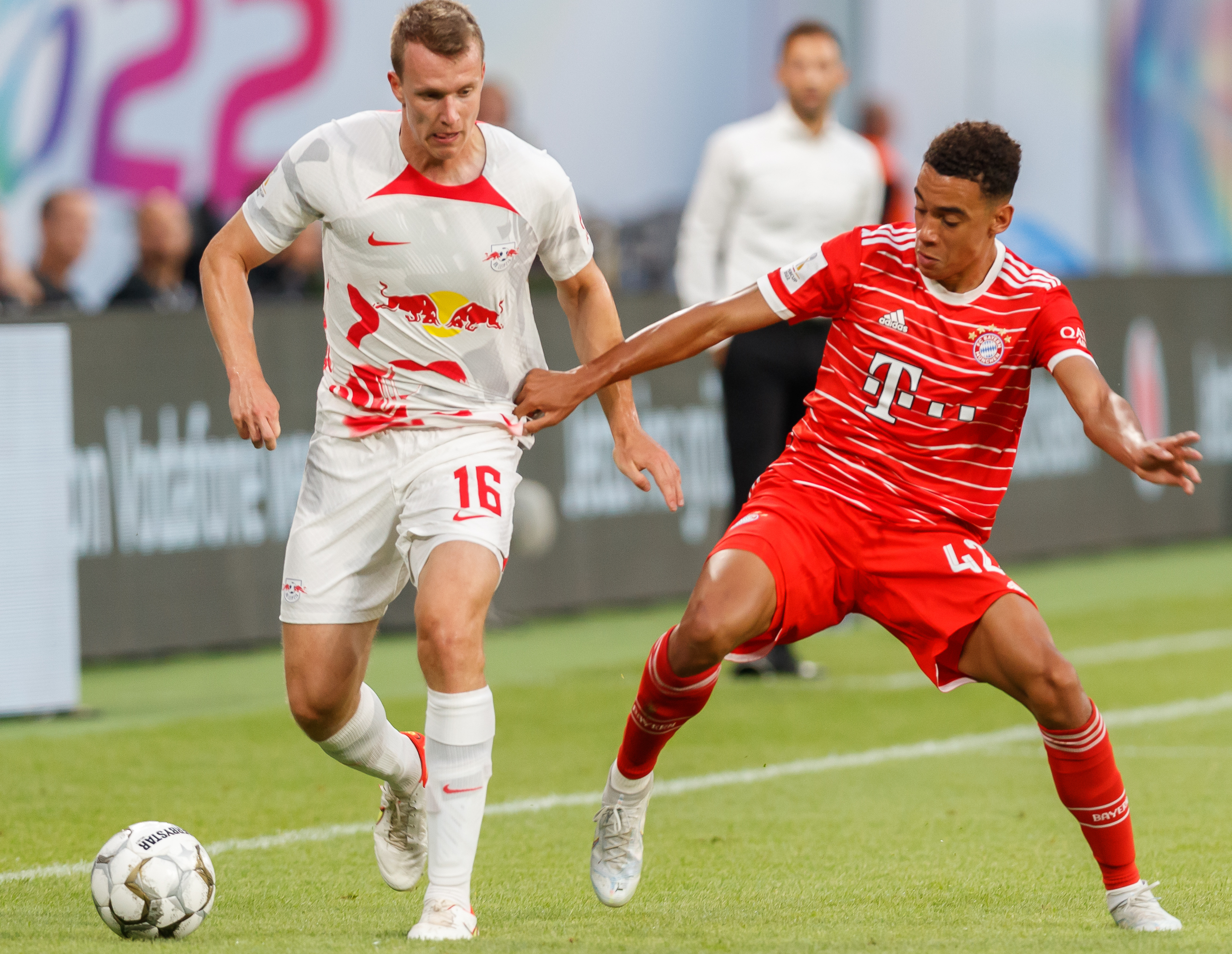
Musiala em 2022.

Em 25 de agosto de 2021, Musiala marcou seus dois primeiros gols da temporada na vitória por 12-0 da DFB Pokal fora de casa sobre o Bremer SV. Três dias depois, ele marcou seu primeiro gol na Bundesliga da temporada na vitória por 5 a 0 sobre o Hertha BSC. Em 8 de dezembro de 2021, Musiala marcou seu primeiro gol na Liga dos Campeões da temporada na vitória por 3 a 0 sobre o Barcelona. Em 23 de abril de 2022, o gol de Musiala selou o título em uma vitória por 3 a 1 no Der Klassiker, dando ao Bayern seu décimo título consecutivo da Bundesliga.

#### 2022–23
Em 27 de maio de 2023, Musiala marcou o gol da vitória aos 89 minutos em uma vitória fora de casa por 2–1 sobre o FC Köln. Este gol garantiu o 11º título consecutivo da liga para seu clube novamente à frente dos rivais Dortmund por diferença de gols. Além disso, ele terminou a temporada como o segundo artilheiro do Bayern na liga com 12 gols, atrás de Serge Gnabry.

#### 2025–26
Na estreia do Bayern de Munique no Mundial de Clubes de 2025, uma vitória impiedosa sobre o Auckland City marcou o placar mais elástico já registrado no torneio, 10 a 0. O alemão Musiala entrou apenas no 2.º tempo da partida no lugar do artilheiro Harry Kane e mostrou seu poder de decisão. Ele marcou nos minutos 21.⁰, 27.⁰ e 37.⁰. Assim, se tornando o sexto jogador a marcar um hat-trick na história da Copa do Mundo de Clubes. Em 1 de julho de 2025, o Bayern de Munique anunciou que Jamal Musiala usará o número 10 a partir da temporada 2025-26. No dia 5 de julho, Jamal Musiala sofreu uma grave lesão. O alemão sofreu uma fratura na fíbula da perna esquerda e lesões nos ligamentos do tornozelo na derrota do time alemão para o Paris Saint-Germain por 2 a 0, pelas quartas de final do Mundial de Clubes FIFA.

## Carreira Internacional
Musiala, que também era elegível para jogar pela Nigéria através de seu pai, representou tanto a Inglaterra quanto a Alemanha no nível internacional de base.
Em 24 de fevereiro de 2021, Musiala anunciou que decidiu representar sua nação de nascimento, a Alemanha, no nível internacional. Posteriormente, ele recebeu sua primeira convocação para a seleção principal para as eliminatórias da Copa do Mundo FIFA de 2022 em março de 2021, fazendo sua estreia em 25 de março de 2021 como substituto aos 79 minutos em uma vitória por 3–0 contra a Islândia.
Em 19 de maio de 2021, Musiala foi selecionado para o elenco alemão para a Eurocopa da UEFA de 2020. Em 23 de junho de 2021, ele se tornou o jogador mais jovem da Alemanha a atuar em um grande torneio pela seleção nacional em um empate por 2–2 com a Hungria, com 18 anos e 117 dias. Durante o jogo, Musiala deu a assistência para o gol de empate tardio de Leon Goretzka, que levou a Alemanha à oitavas de final. Ele foi colocado como substituto na partida das oitavas de final contra a Inglaterra, que a Alemanha perdeu.
Em 11 de outubro de 2021, Musiala marcou seu primeiro gol internacional pela seleção principal em uma vitória por 4–0 sobre a Macedônia do Norte, tornando-se o segundo jogador mais jovem a marcar pela seleção nacional da Alemanha, com 18 anos e 227 dias, atrás apenas de Marius Hiller, que tinha 17 anos e 241 dias, em 1910.
Em 10 de novembro de 2022, Musiala recebeu uma convocação para a Copa do Mundo FIFA de 2022 no Catar. Em 23 de novembro, ele fez sua estreia na Copa do Mundo ao iniciar contra o Japão, tornando-se o primeiro adolescente alemão a participar da competição desde 1958 e o quarto jogador alemão mais jovem em todas as participações na Copa do Mundo, com 19 anos e 270 dias, atrás apenas de: Karl-Heinz Schnellinger, Leopold Neumer e Edmund Conen. Na mesma partida, Youssoufa Moukoko entrou em campo aos 90 minutos, tornando-se o mais jovem de todos os tempos, e Musiala então se tornou o quinto. Em 1º de dezembro, ele completou 13 dribles, dois a menos do recorde de 15 de Jay-Jay Okocha em 1994, em uma vitória por 4–2 sobre a Costa Rica, no entanto, a Alemanha foi eliminada na fase de grupos, terminando em terceiro lugar em seu grupo.

## Títulos
Bayern de Munique II
- 3. Liga: 2019–20[carece de fontes?]

Bayern de Munique
- Liga dos Campeões da UEFA: 2019–20[26]
- Supercopa da UEFA: 2020[carece de fontes?]
- Supercopa da Alemanha: 2020, 2021, 2022[carece de fontes?]
- Copa do Mundo de Clubes da FIFA: 2020[carece de fontes?]
- Campeonato Alemão: 2020–21, 2021–22, 2022–23[carece de fontes?] e 2024–25[27]

### Prêmios individuais
- 60 jovens promessas do futebol mundial de 2020 (The Guardian)[28]
- Equipe Mundial do Ano Sub-20 da IFFHS: 2022 [29]

### Artilharias
- Campeonato Europeu de 2024: (3 gols)[carece de fontes?]